# Hrabstwo Mills (Iowa)

Piramida wieku hrabstwa

Hrabstwo Mills – hrabstwo położone w USA w stanie Iowa z siedzibą w mieście Glenwood. Założone w 1851 roku.

## Miasta i miejscowości
| - Emerson - Glenwood | - Hastings - Henderson | - Malvern - Pacific Junction | - Silver City |

## Drogi główne
- Interstate 29
- U.S. Highway 34
- U.S. Highway 59
- U.S. Highway 275
- Iowa Highway 370\

## Sąsiednie hrabstwa
- Hrabstwo Pottawattamie
- Hrabstwo Montgomery
- Hrabstwo Fremont
- Hrabstwo Cass
- Hrabstwo Sarpy